# Piotr Adamczyk
Piotr Adamczyk  (Varsovia, 21 de marzo de 1972) es un actor polaco, conocido por interpretar a Juan Pablo II en las películas Karol: Un hombre que se hizo Papa y Karol: El Papa, el hombre.
Participó en la película Karol: Un hombre que se hizo Papa en 2005. Para realizar esta película visitó a S.S.Juan Pablo II en la Ciudad del Vaticano y al saber la noticia este le contestó: "Estáis locos para hacer una película sobre mí". Interpretó el papel de Karol Wojtyła y participó al lado de Malgorzata Bela y Raoul Bova, entre otros.
En 2006 se estrenó Karol II, la segunda parte de esta película biográfica, ahora al lado de Dariusz Kuasnik. En 1978 conoció al mismo Juan Pablo II cuando visitó Polonia.
En la película Chopin, un amor imposible, que pretende retratar la vida familiar del compositor, realiza el papel del mismo.

## Filmografía
- Langer (miniserie) (2025)
- Hawkeye (serie de televisión) (2021) como Tomas Delgado "El Deportista
- The Name of the Rose (serie de televisión) (2019) (TV) como Severino de Sant'Emmerano
- Titanium White (2016)
- Ant-Man (2015) como Scott Lang/Ant-Man (polish dubbing)
- Wkreceni (2014) como Franczesko
- September Eleven 1683 (2012) como Emperador Leopoldo I
- Second Life (2009)
- Einstein (2008)
- Testosterone (2007)
- Karol: El Papa, el hombre (2006) (TV) como Juan Pablo II
- Karol: Un hombre que se hizo Papa (2005) (TV) como Karol Wojtyła
- Dziupla Cezara (2004) (TV series) como Cezary 'Cezar' Kubik
- Pensjonat Pod Różą (2004) (TV series) como Dr. Leon Jacek Kakietek
- Na dobre i na złe (1999) (TV series) como Dr. Jerzy Kozerski
- Łowcy skór (2003) como Dr. Andrzej Kwiatkowski (about the "Skin Hunters" case)
- Ciało (2003) como Parson
- Wszyscy święci (2002) (TV) as Priest in Jedrzejów
- Kariera Nikosia Dyzmy (2002) as English Reader
- Chopin: Desire for Love-título original de esta película, en polaco "Pragnienie milosci", significa en español "El deseo de amar" y también ha sido llamada "Un Amor Imposible" (2002) Frédéric François Chopin (en polaco Fryderyk Franciszek Chopin)
- Wrota Europy (1999) como Tadeusz Sztyller
- Egzekutor (1999) como Doctor
- pl (1997) como Hubert
- Sława i chwała (1997) (TV) como Józef 'Józio' Royski
- Cwal (1996) como Ksawery
- Spellbinder (1995) como Zander